# Careiro da Várzea
Careiro da Várzea est une municipalité brésilienne de l'État d'Amazonas .

## Communes limitrophes
Barrolândia est limitrophe de sept autres communes.
| Manaus   | Rio Preto da Eva  |             |
| Iranduba | Careiro da Várzea | Itacoatiara |
| Careiro  | Autazes           |             |

## Démographie
| 2014   | 2022   |
| ------ | ------ |
| 27 357 | 19 638 |